# Líneas de Media Distancia en Andalucía

Plano simplificado desactualizado de las líneas regionales en Andalucía.

Las líneas de Media Distancia en Andalucía componen la red de trenes regionales Media Distancia de la Red Nacional de los Ferrocarriles Españoles que circulan en la comunidad autónoma de Andalucía. Algunos servicios llegan hasta Extremadura, Madrid y Comunidad Valenciana. Son realizadas por Renfe Operadora.
Las líneas circulan tanto por vías convencionales como de alta velocidad. El servicio que une Cádiz y Jaén es la única que circula por ambos tipos de vía, utilizando cambiadores de ancho.
Antiguamente estas líneas se denominaban mediante la letra A seguida de un número de identificación. Actualmente se denominan mediante números, sin distinguir entre comunidades autónomas.

## Líneas por vía convencional[1][2]
| Número | Tipo de Servicio | Tipo de tren | Trayecto                         | Estaciones | Duración | Trenes diarios |
| --- | ---------------- | ------------ | -------------------------------- | --- | -------- | -------------- |
| 58 | MD               | 449          | Madrid - Jaén                    | Madrid-Chamartín · Atocha Cercanías · Aranjuez · Castillejo-Añover · Villasequilla · Tembleque · El Romeral · Villacañas · Quero · Alcázar de San Juan · Cinco Casas · Manzanares · Valdepeñas · Santa Cruz de Mudela · Almuradiel · Vilches · Linares-Baeza · Mengíbar-Artichuela · Jaén                          | 4:10 h   | De 2 a 4       |
| 61 | Intercity        | 449          | Alicante - Albacete - Jaén       | Alicante-Terminal · Elda-Petrer · Villena · Almansa · Albacete-Los Llanos · La Roda · Villarrobledo · Socuéllamos · Campo de Criptana · Alcázar de San Juan · Manzanares · Valdepeñas · Santa Cruz de Mudela · Almuradiel · Vilches · Linares-Baeza · Mengíbar-Artichuela · Jaén                                   | 5:15 h   | 2              |
| 65 | MD               | 449          | Sevilla - Cádiz                  | Sevilla-Santa Justa · Sevilla-San Bernardo · Sevilla-Virgen del Rocío · Dos Hermanas · Utrera · Las Cabezas · Lebrija · Jerez de la Frontera · El Puerto de Santa María · Puerto Real · San Fernando-Bahía Sur · Estadio · Segunda Aguada · Cádiz                                                                  | 1:40 h   | 111            |
| 66 | MD               | 449          | Sevilla - Jaén                   | Sevilla-Santa Justa · Los Rosales · Lora del Río · Peñaflor · Palma del Río · Posadas · Córdoba-Central · Villa del Río · Andújar · Espeluy · Jaén | 1:42 h   | 72             |
| 67 | MD               | 599          | Sevilla - Málaga                 | Sevilla-Santa Justa · Sevilla-San Bernardo · Sevilla-Virgen del Rocío · Bellavista · Dos Hermanas · Arahal · Marchena · Osuna · Pedrera · Antequera-Santa Ana · Bobadilla · El Chorro-Caminito del Rey · Las Mellizas · Álora · Málaga-María Zambrano                                                              | 2:55 h   | 5              |
| 68 | MD               | 599          | Granada - Almería                | Granada · Iznalloz · Moreda · Benalúa · Guadix · Fiñana · Gérgal · Gádor · Almería | 2:40 h   | 4              |
| 70 | MD               | 599          | Algeciras - Antequera            | Algeciras · Los Barrios · San Roque-La Línea · Almoraima · Jimena de la Frontera · San Pablo · Gaucín · Cortes de la Frontera · Jimera de Líbar · Benaoján-Montejaque · Arriate · Ronda · Setenil · Almargen · Teba · Campillos · Bobadilla · Antequera                                                            | 2:36 h   | 3              |
| 70 | MD               | 599          | Ronda - Málaga                   | Ronda · Almargen · Campillos · Bobadilla · El Chorro-Caminito del Rey · Las Mellizas · Álora · Málaga-María Zambrano | 1:57 h   | 1              |
| 72 | MD               | 449          | Sevilla - Huelva                 | Sevilla-Santa Justa · Benacazón · Carrión de los Céspedes · Escacena · La Palma del Condado · Villarrasa · Niebla-Punta del Buey · San Juan del Puerto · Huelva-Término | 1:27 h   | 2              |
| 73 | Intercity        | 598          | Huelva - Zafra                   | Huelva-Término · Gibraleón · Belmonte · El Cobujón · Los Milanos · Calañas · El Tamujoso · Valdelamusa · Gil Márquez · Almonaster-Cortegana · Jabugo-Galaroza · Cumbres Mayores · Fregenal de la Sierra · Valencia del Ventoso · Medina de las Torres · Zafra                                                      | 3:30 h   | 1              |
| 74 | Regional Exprés  | 598          | Sevilla - Cáceres                | Sevilla-Santa Justa · La Rinconada · Brenes · Cantillana · Los Rosales · Tocina · Alcolea del Río · Villanueva del Río y Minas · Pedroso · Cazalla-Constantina · Guadalcanal · Fuente del Arco · Llerena · Zafra · Los Santos de Maimona · Villafranca de los Barros · Almendralejo · Calamonte · Mérida · Cáceres | 4:55 h   | 1              |
| 75 | Regional Exprés  | 446          | Villarrubia de Córdoba - Alcolea | Villarrubia · El Higuerón · Córdoba-Central · Rabanales · Alcolea | 0:35 h   | 12             |
| En negrita, estaciones terminales o de transbordo entre trenes. 1. Algunos trenes provienen de Jaén como línea 66. 2. 4 entre Sevilla y Córdoba, 1 Córdoba-Jaén y 2 Sevilla y Jaén. Algunos trenes continúan a Jaén como línea 65. |                  |              |                                  | |          |                |

## Líneas por vía de alta velocidad
| Número                           | Tipo de servicio | Tipo de tren | Trayecto                | Estaciones | Duración | Trenes diarios |
| -------------------------------- | ---------------- | ------------ | ----------------------- | --- | -------- | -------------- |
| Avant 84                         | Avant            | S104         | Sevilla-Córdoba-Málaga  | Sevilla-Santa Justa · Córdoba-Central · Puente Genil-Herrera · Antequera-Santa Ana · Málaga-María Zambrano                       | 1:55 h   | 7*             |
| Avant 85                         | Avant            | S104         | Sevilla-Córdoba-Granada | Sevilla-Santa Justa · Córdoba-Central · Puente Genil-Herrera · Antequera-Santa Ana · Loja · Estación de Granada                  | 2:25 h   | 3              |
| Avant 86                         | Avant            | S121         | Huelva-Córdoba-Málaga   | Estación de Huelva · La Palma del Condado · Córdoba-Central · Puente Genil-Herrera · Antequera-Santa Ana · Málaga-María Zambrano | 2:50 h   | Sin servicio   |
| * 7 más 1 Sevilla-Córdoba y v.v. |                  |              |                         | |          |                |